# Аристокл, Димитријан и Атанасије
Свети мученици Аристокл, Димитријан и Атанасије су ранохришћански мученици. 
Аристокл је био свештеник саборне цркве у граду Тамасу на Кипру. Био је веома посвећен вери и ширењу Јеванђеља.   и прими венац мучеништва. Заједно са ђаконом Димитријаном и чтецом Атанасијем отишао је а проповеда Јеванђеље у Саламину Кипарску. 
Дошавши у Саламину проповедали су хришћанство њеним грађанима. Тамошњи незнабошци су их ухватили, бацили у тамницу и мучили. У њиховом житију стоји а је Аристокла посечен мачем, а Димитријан и Атанасије су спаљени 306. године.
Православна црква помиње свете мученике Аристокла, Димитријана и Атанасија 20. јуна (3. јула).